# Aero A.32
Die Aero A.32 war ein einmotoriger, zweisitziger Doppeldecker des tschechoslowakischen Herstellers Aero.

## Geschichte
Die A.32 entstand in den späten 1920er-Jahren aus der Aero A.11 durch den Einbau eines von Walter in Lizenz gebauten Sternmotors Bristol Jupiter IV. Das tschechische Verteidigungsministerium bestellte daraufhin 31 Maschinen dieser Ausführung. Vor der Auslieferung fanden jedoch noch weitere Entwicklungsarbeiten statt, in deren Verlauf vielfältige Modifikationen vorgenommen wurden, so dass man sich bei Aero entschloss, dem endgültigen Ergebnis die neue Typenbezeichnung A.32 zu geben.

## Technik
Die Abmessungen der A.32 waren ähnlich wie die der A.11. Jedoch hatte die A.32 gleich große obere und untere Tragflächen, während bei der A.11 die unteren Tragflächen kürzer als die oberen waren. Außerdem besaßen die Querruder der oberen Tragflächen Ausgleichsgewichte statt der bei der A.11 verwendeten Hornausgleiche; auch bei den Höhenrudern wurde bei der A.32 auf die Hornausgleiche verzichtet.

## Varianten

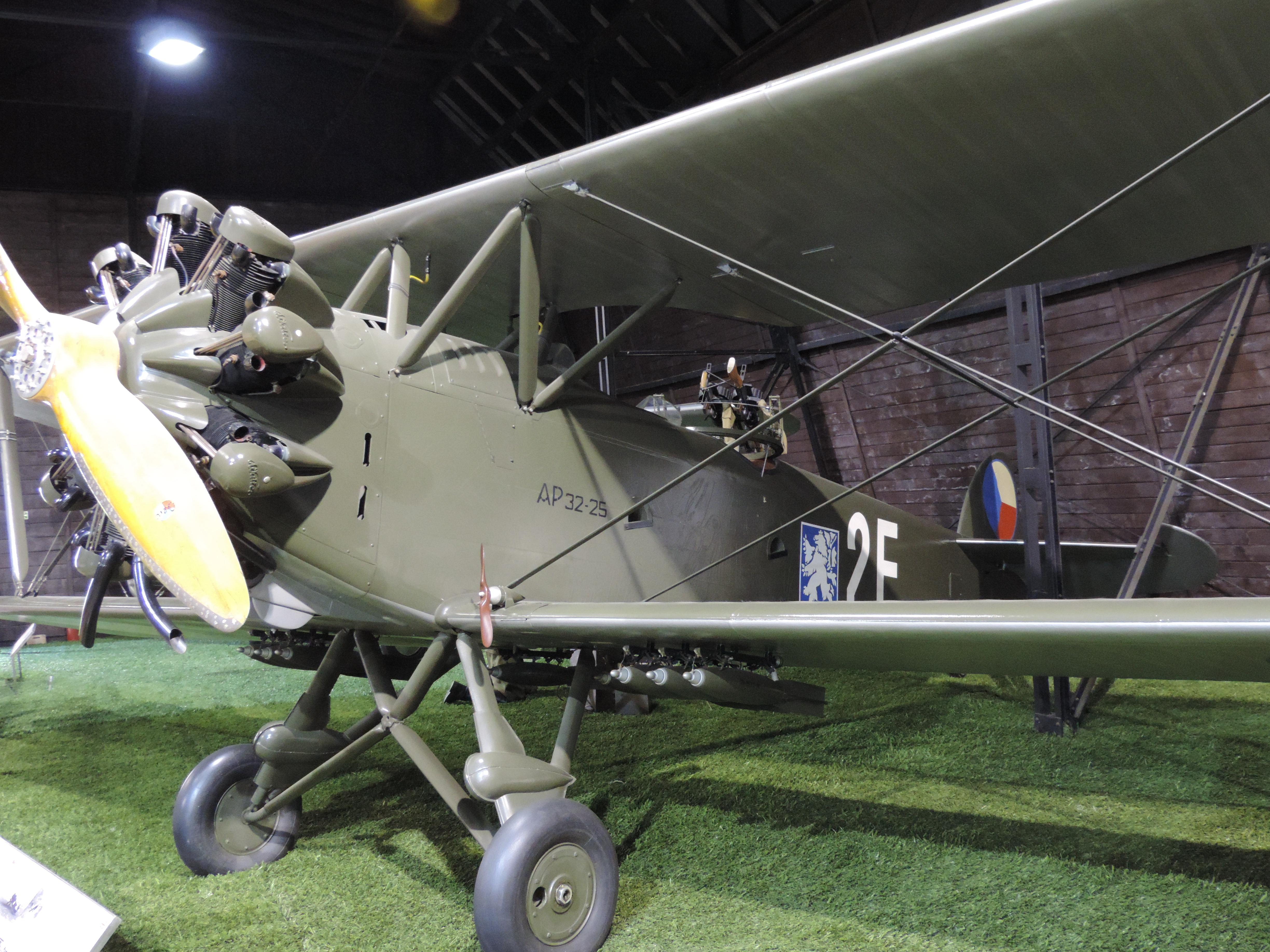
Aero Ap.32 im Luftfahrtmuseum Kbely

Aero A.321FAusführung als Kampfflugzeug für die finnische Luftwaffe; ausgerüstet mit einem  450 PS (336 kW) leistenden Reihenmotor Isotta Fraschini Asso Cassia.
Aero A.32GREbenfalls für die finnische Luftwaffe produzierte Version in der Auslegung als Kampfflugzeug, jedoch wurde die Maschine hauptsächlich zu Ausbildungszwecken genutzt. Ausgestattet war diese Version mit einem von Gnome-Rhône gebauten Bristol-Jupiter-Sternmotor mit 450 PS (336 kW). 1929 wurden 15 Maschinen dieser Ausführung an Finnland geliefert.
Aero Ap.32/Apb.32Diese Bezeichnungen wurden für verbesserte Ausführungen der A.32 für die tschechische Armee verwendet. Diese Maschinen hatten ein geteiltes und stromlinienverkleidetes Hauptfahrwerk und dadurch gegenüber dem Grundmodell verbesserte Flugleistungen.

## Militärische Nutzer
- Finnland
- Tschechoslowakei
- Slowakei (1939–1945)

## Technische Daten

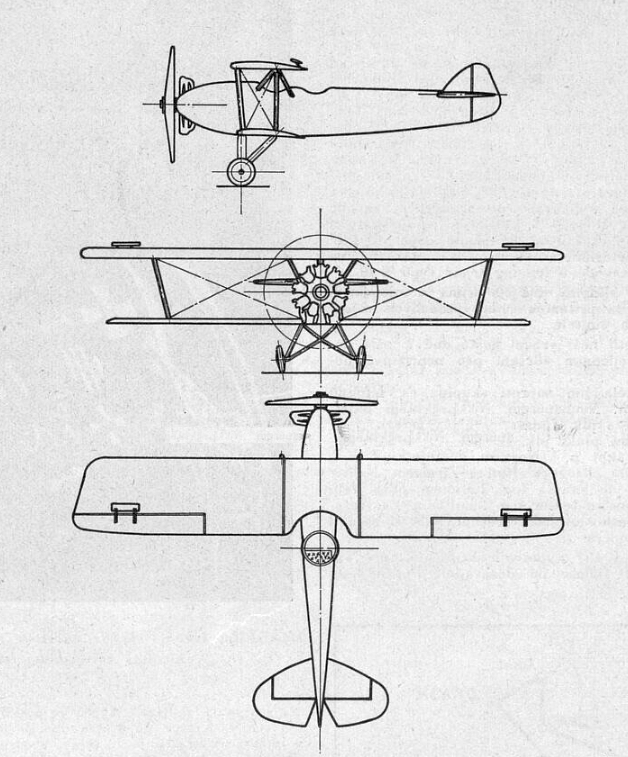
Dreiseitenriss (Aero AP.32)

| Kenngröße             | Daten Aero A.32 | Daten Aero Ap.32/Apb.32 |
| --------------------- | --- | --- |
| Besatzung             | 2 | 2 |
| Länge                 | 8,20 m | 8,20 m |
| Spannweite            | 12,40 m | 12,40 m |
| Höhe                  | 3,10 m | 3,10 m |
| Flügelfläche          | 36,50 m² | 36,50 m² |
| Leermasse             | 1043 kg | 1043 kg |
| max. Startmasse       | 1917 kg | 1917 kg |
| Antrieb               | ein 9-Zylinder-Sternmotor Bristol Jupiter IV mit 336 kW (450 PS)                                                                          | ein 9-Zylinder-Sternmotor Bristol Jupiter IV mit 336 kW (450 PS)                                                                          |
| Höchstgeschwindigkeit | 226 km/h | 235 km/h |
| Reisegeschwindigkeit  | 192 km/h | 200 km/h |
| Dienstgipfelhöhe      | 5500 m | 6700 m |
| Reichweite            | max. 800 km | 900 km |
| Bewaffnung            | zwei starr eingebaute Vickers-MGs, zwei schwenkbare Lewis-MG im hinteren Sitzbereich, bis zu 12 Bomben je 10 kg an Unterflügelhalterungen | zwei starr eingebaute Vickers-MGs, zwei schwenkbare Lewis-MG im hinteren Sitzbereich, bis zu 12 Bomben je 10 kg an Unterflügelhalterungen |